# Square Élisa-Borey
Pour les articles homonymes, voir Élisa.
Le square Élisa-Borey est un square du 20e arrondissement de Paris.

## Situation et accès
Ce site est accessible par le 3, rue Élisa-Borey.
Il est desservi par les lignes de métro 2 et 3 à la station Père Lachaise.

## Origine du nom
Le square est baptisé d'après le nom de la rue qui la borde qui elle-même avait pris le nom de la propriétaire des terrains sur lesquels elle avait été ouverte.

## Historique
Le square a été créé lors de la rénovation du secteur entre les rues des Amandiers, des Panoyaux, Sorbier et Elisa-Borey dans les années 1960 qui a fait disparaitre la rue Champlain et l'impasse Finet. Jusqu'au milieu du XIXe siècle, ces terrains étaient une carrière de gypse et des installations de fabrication de plâtre.